# Otakar Lebeda
Otakar Lebeda (Prága, 1877. május 8. –  Prága, 1901. április 12.) cseh táj- és portréfestő.

## Élete
Otakar Lebeda Prágában született, a jó családból származó fiatalember (apjának virágzó üzlete volt, édesanyja az ún. Kneipp-piacot vezette) korán megmutatta tehetségét, és már tizenöt évesen a prágai akadémiára került. Tipikus képviselője volt Julius Mařák iskolájának. A realizmus áramlatai hatottak a képeire, valamint Antonín Chittussi cseh festő és Jean-Baptiste Camille Corot francia festő művei.
1898-ban ösztöndíjjal ellátogatott Párizsba és Barbizonba. Ebben az időszakban festett alkotásai az impresszionizmus jellemzőit viselték magukon. Bár képeit többen tökéletesnek tartották, számtalan ötletét és lehetőségét nem sikerült egyesítenie és továbbfejlesztenie. Legjobb alkotásai a tájképek. Képei megtalálhatóak többek között Prágában, a Rudolfinumban. Egyik művét Párizs városának adományozta.
Az ígéretes fiatal festő 1901. április 12-én lőtte le magát Prága Malá Chuchle kerületében. Öngyilkosságának közvetlen okát nem tudták feltárni, és a kiterjedt (főleg édesanyjával, testvérével és gyámjával) folytatott levelezés sem mond erről semmit, kivéve talán azt, hogy nyolc hónappal az öngyilkossága előtt a žichovicei gyógyfürdőben kezelték. Az Olšan temetőben temették el.

## Művei

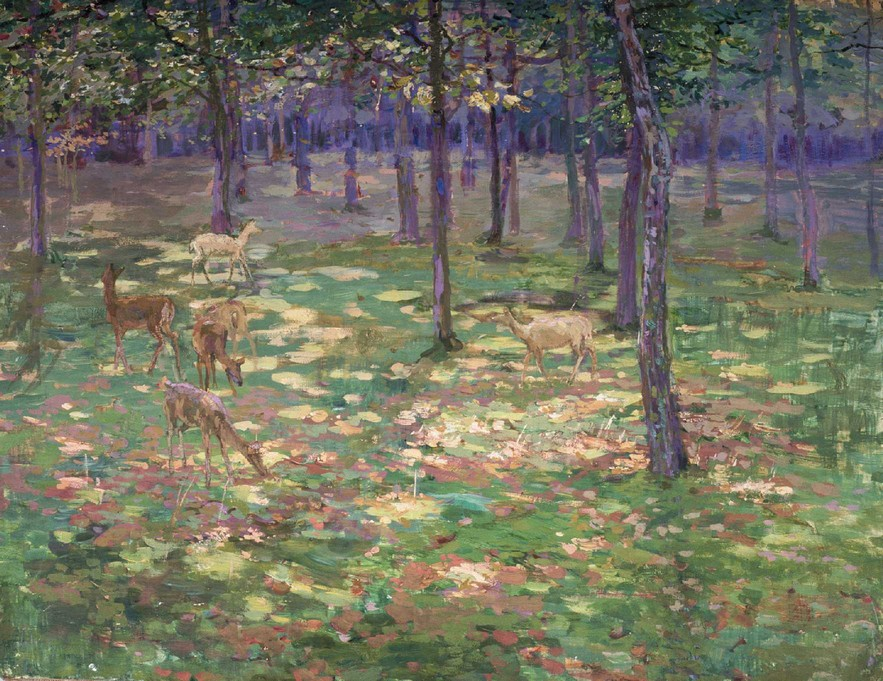
Z bechynské obory - Srnky (A Bechyn természetvédelmi területről – Őzek)
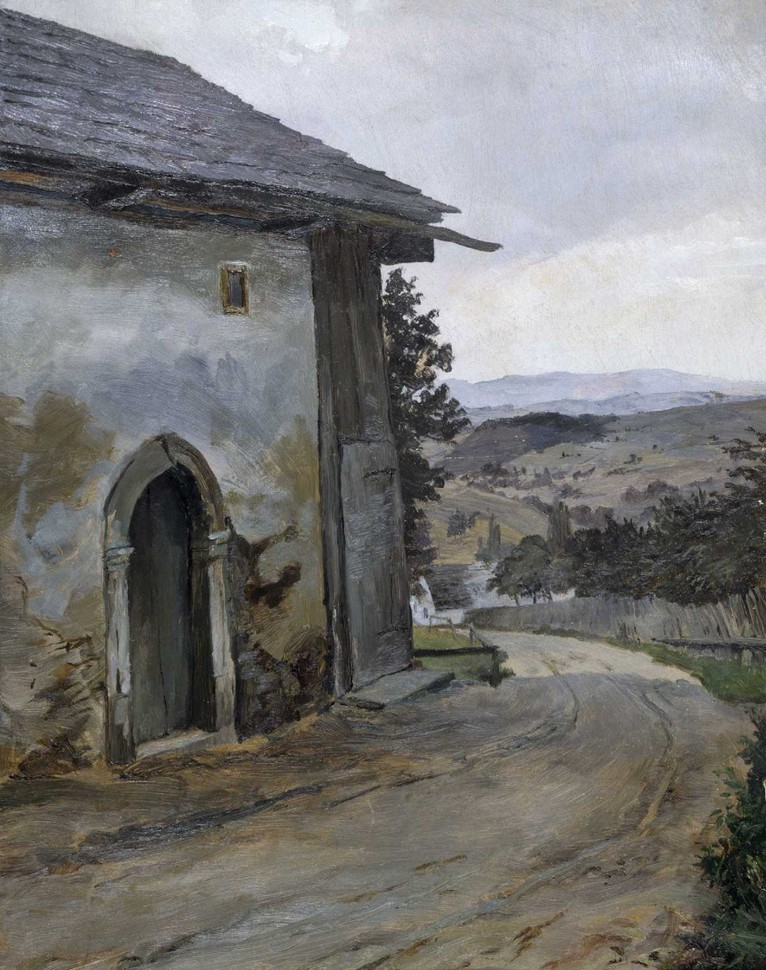
Z Krkonoš - Cesta (Az Óriás-hegységből – Út)
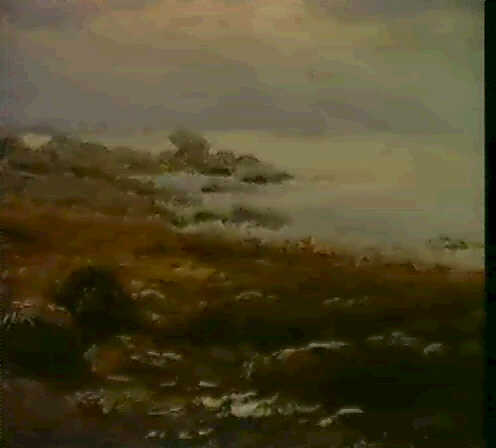
Bretagne
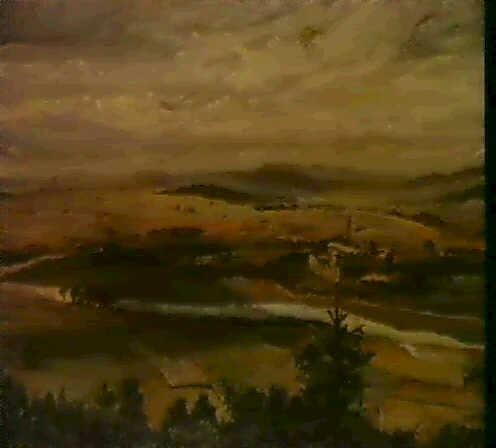
Landschaft (Tájkép)
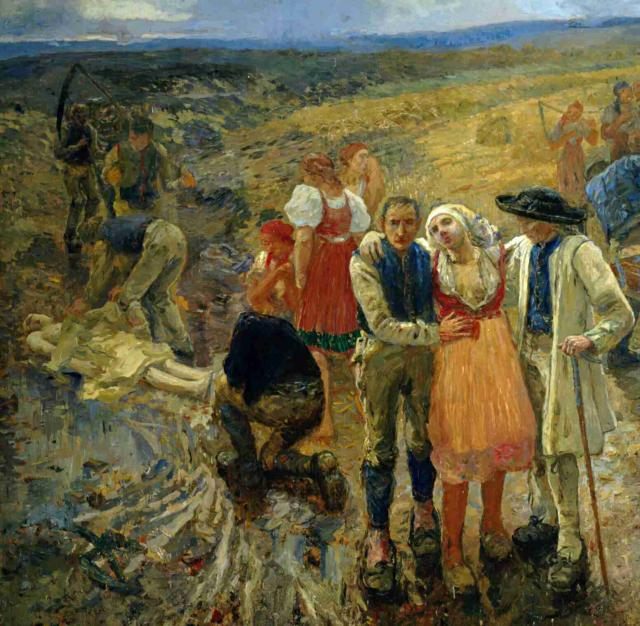
Zabitý bleskem (Megölte a villám)
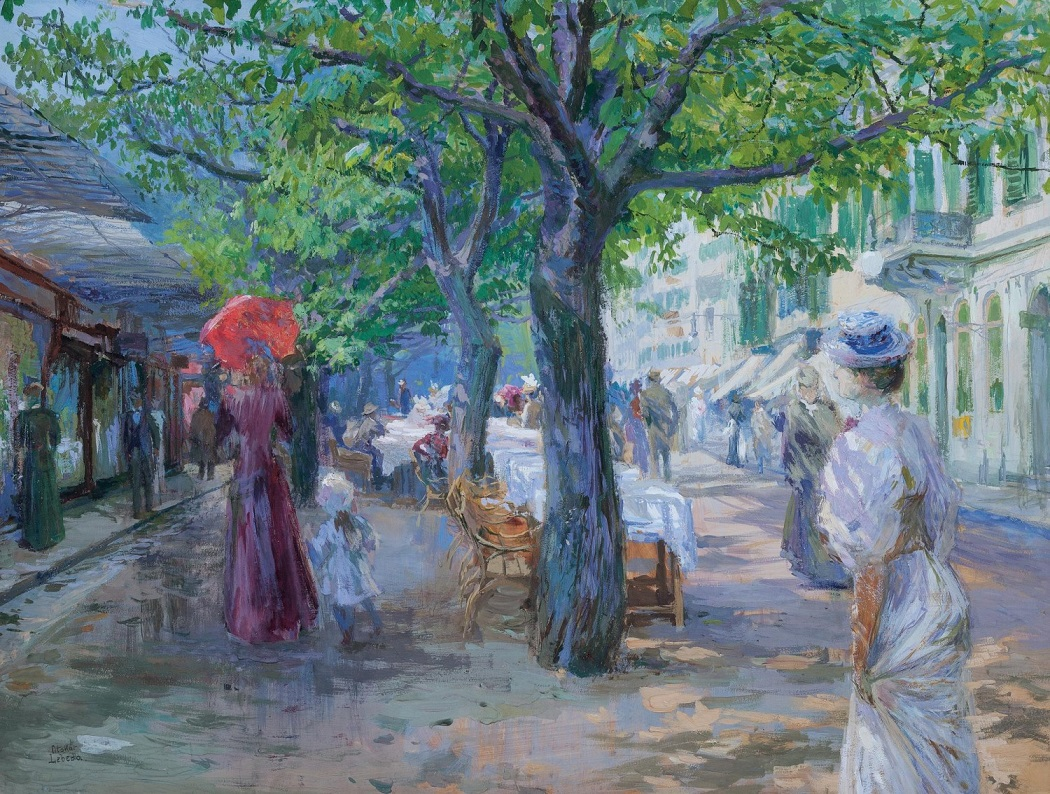
Z Karlových Varů 1898 (Karlovy Varyból 1898)

## Fordítás
- Ez a szócikk részben vagy egészben  az   Otakar Lebeda című német Wikipédia-szócikk ezen változatának fordításán alapul.  Az eredeti cikk szerkesztőit annak laptörténete sorolja fel. Ez a jelzés csupán a megfogalmazás eredetét és a szerzői jogokat jelzi, nem szolgál a cikkben szereplő információk forrásmegjelöléseként.